# Sigeferth (thegn)
Pour les articles homonymes, voir Sigeferth.
Sigeferth, Sigefrith ou Siferth est un noble anglais mort en 1015. Il est l'un des principaux thegns du nord de la Mercie à la fin du règne d'Æthelred le Malavisé.

## Biographie
Le chroniqueur du XIIe siècle Jean de Worcester indique que Sigeferth et son frère Morcar sont les fils d'un certain Earngrim inconnu par ailleurs. Il apparaît comme témoin sur plusieurs chartes du roi Æthelred le Malavisé avec le rang latin de minister, équivalent du thegn vieil-anglais. Il est décrit avec son frère comme « les principaux thegns des Sept Bourgs », c'est-à-dire de la région des Cinq Bourgs auxquels s'ajoutent Torksey et York.
Dans le cadre des luttes intestines qui marquent les dernières années du règne d'Æthelred, Sigeferth et Morcar apparaissent comme les adversaires de l'ealdorman de Mercie Eadric Streona qui est l'un des conseillers les plus écoutés du roi. Cette rivalité naît peut-être dans un contexte local comme une lutte pour la suprématie dans les Midlands. Les deux frères semblent avoir été proches des princes de sang opposés à Eadric : d'abord Æthelstan Ætheling, le fils aîné du roi, qui lègue à Sigeferth le domaine de Hockliffe (Bedfordshire), une épée, un cheval et un bouclier, puis, après sa mort en juillet 1014, son frère cadet Edmond.
La Chronique anglo-saxonne rapporte qu'en 1015, Sigeferth et Morcar sont assassinés « traîtreusement » par Eadric Streona lors d'une réunion du witan à Oxford. Le roi procède aussitôt à la confiscation de leurs biens et envoie la veuve de Sigeferth, peut-être nommée Ealdgyth, à l'abbaye de Malmesbury, ce qui implique que l'ealdorman a agi avec son consentement. Le prince Edmond s'empresse de revendiquer l'héritage des deux thegns assassinés et tire la veuve de Sigeferth de son monastère pour l'épouser, signalant ainsi son opposition aux actions d'Eadric,.